# Mohill
Mohill (en irlandès Maothail) és una vila de la República d'Irlanda, al Comtat de Leitrim, a 16 kilòmetres de Carrick-on-Shannon. La ciutat està construïda en un pendent cap al riu Rinn i se centra en una cruïlla del carrer principal i els principals carrers transversals de Glebe Street i Hyde Street. Hyde Street rep el seu nom el nom per Douglas Hyde, primer president d'Irlanda, el pare i l'avi del qual vivien al carrer i que ell mateix va passar part de la seva infància a la ciutat.

## Història
Mohill, o Maothail Manachain rep el nom per St. Manachan, qui hi fundà un monestir cap al 500. El monestir fou pres pels agustins en el segle xiii i més tard clausurat per ordre d'Enric VIII. El lloc de l'assentament és ocupat actualment per una església i un cementiri protestants, però resten les ruïnes d'una torre rodona irlandesa. Hyde Street rep el seu nom pel primer president d'Irlanda Douglas Hyde, el pare i l'avi del qual eren originaris de la vila.
La pripietat de la vila passà a mans de la família Crofton durant les colonitzacions d'Irlanda, i les àrees al voltant de la ciutat passaren a la família Clements (lord Leitrim), qui hi va construir la mansió vora Lough Rynn i també era propietari del que ara és l'Áras an Uachtaráin.
Mohill Poor Law Union es va formar el 12 de setembre de 1839 i cobria una àrea de 560 km². Amb la unió la població va arribar en el cens de 1831 a 66.858 habitants. La nova casa de treball, construïda en 1840-42, ocupava 24.000 m2 i hi cavien 700 alumnes.

## Townlands
- Breandrum
- Eslinbridge
- Farnaught
- Gorvagh

## Personatges
- Turlough Carolan, arpista cec, s'hi casà i va viure-hi molts anys.
- Douglas Hyde